# Liu Chang
Liu Chang (chiń. upr. 刘畅; pinyin Liú Chàng; ur. 1 sierpnia 1990) – chińska tenisistka.
W przeciągu kariery zwyciężyła w trzech singlowych i ośmiu deblowych turniejach rangi ITF. 16 maja 2016 roku zajmowała najwyższe miejsce w rankingu singlowym WTA Tour – 171. pozycję. Natomiast 27 lutego 2017 zajmowała 153. pozycję w rankingu deblowym WTA.

## Wygrane turnieje rangi ITF
| turnieje z pulą nagród 100 000 $ |
| turnieje z pulą nagród 75 000 $  |
| turnieje z pulą nagród 50 000 $  |
| turnieje z pulą nagród 25 000 $  |
| turnieje z pulą nagród 15 000 $  |
| turnieje z pulą nagród 10 000 $  |

### Gra pojedyncza
|    | Data       | Turniej  | Naw.    | Przeciwniczka | Wynik            |
| 1. | 08/07/2012 | Huzhu    | Ceglana | Zhang Kailin  | 6:3, 6:4         |
| 2. | 16/03/2015 | Jiangmen | Twarda  | Harriet Dart  | 6:3, 6:0         |
| 3. | 20/03/2016 | Nankin   | Twarda  | You Xiaodi    | 4:6, 7:6(6), 6:1 |

### Gra podwójna
|    | Data       | Turniej    | Naw.   | Partnerka     | Przeciwniczki                     | Wynik             |
| 1. | 02/06/2013 | Changwon   | Twarda | Chan Chin-wei | Han Sung-hee Kim Ju-eun           | 6:0, 6:2          |
| 2. | 14/07/2013 | Pekin      | Twarda | Zhou Yimiao   | Misaki Doi Miki Miyamura          | 7:6(1), 6:4       |
| 3. | 04/05/2014 | Seul       | Twarda | Tian Ran      | Han Na-lae Yoo Mi                 | 6:4, 6:7(5), 10-6 |
| 4. | 23/05/2014 | Tiencin    | Twarda | Tian Ran      | Fatima an-Nabhani Ankita Raina    | 6:1, 7:5          |
| 5. | 10/10/2014 | Bangkok    | Twarda | Lu Jiajing    | Darja Gawriłowa Irina Chromaczowa | 6:4, 6:3          |
| 6. | 22/11/2014 | Nowe Delhi | Twarda | Lu Jiajing    | Marina Mielnikowa Elise Mertens   | 6:3, 6:0          |